# Dichelacera tetradelta
Dichelacera tetradelta är en tvåvingeart som beskrevs av Julio Augusto Henriques 1994. Dichelacera tetradelta ingår i släktet Dichelacera och familjen bromsar. Inga underarter finns listade i Catalogue of Life.